# جوش نير
جوشوا مارتن نير (بالإنجليزية: Joshua Martin Neer؛ مواليد 24 مارس 1983) هو ملاكم ملاكمة عارية الأيادي ومُقاتل فنون قتالية مختلطة أمريكي سابق.

## وصلات خارجية
- جوش نير على موقع بوكس ريك (الإنجليزية) (registration required)
- جوش نير على موقع بيلاتور (الإنجليزية)
- جوش نير على موقع شيردوغ (الإنجليزية)
- جوش نير على موقع IMDb (الإنجليزية)
- جوش نير على موقع قاعدة بيانات الفيلم (الإنجليزية)